# Quotenvorrecht
Das Quotenvorrecht ist eine juristische Begriffsbildung, die beim Schadensersatz Bedeutung hat, wenn der Schaden des Geschädigten zunächst durch eine Gemeinschaft (z. B. gesetzliche oder private Krankenversicherung, eigene Vollkaskoversicherung, Entgeltfortzahlung des Arbeitgebers oder Dienstherrn) getragen worden ist (siehe auch unter Deckungsfonds).

## Problemaufriss
In diesen Fällen geht der Schadenersatzanspruch des Geschädigten regelmäßig auf den Versicherungsträger (Versicherer, Arbeitgeber, Dienstherrn) über, soweit er den Schaden ersetzt hat. Das Problem des Quotenvorrechts tritt nun auf, wenn der Ersatzanspruch gegen den Schädiger nicht ausreicht, um den beim Geschädigten verbliebenen Schaden und den übergegangenen Anspruch vollständig zu befriedigen. Dies ist typischerweise der Fall, wenn der Schadenersatzanspruch wegen Mithaftung des Geschädigten selbst oder wegen Überschreitens der Haftungshöchstgrenzen beschränkt ist.

## Beispiel
Das Unfallopfer hat einen Gesamtschaden von 10.000 €. Davon hat die Krankenversicherung an Heilungskosten 5.000 € bereits übernommen. Der Geschädigte hat wegen Mitverschuldens nur einen Anspruch von 75 %, insgesamt also 7.500 € gegen den Unfallgegner.

## Fragestellung
Das Quotenvorrecht befasst sich in dieser Konstellation mit der Frage, wie diese 7.500 € zwischen Geschädigtem und der Gemeinschaft aufgeteilt werden. Bliebe es im Beispielsfall bei dem Grundsatz des vollen Übergangs des Anspruchs auf die Krankenversicherung, so könnte diese 5.000 € und der Geschädigte nur noch 2.500 €, also nur die Hälfte des ihm verbliebenen Schadens geltend machen.

## Rechtslage in Deutschland

### Private Versicherung und Entgeltfortzahlung
In den meisten Fällen bestimmt das deutsche Gesetz zum Schutz des Geschädigten, dass ihm ein Quotenvorrecht zusteht (Gemäß § 86 Absatz 1 Satz 2 VVG für die private Versicherung, § 6 Absatz 3 EntgFG für die Entgeltfortzahlung des Arbeitgebers und § 76 BBG für die Bezügefortzahlung beim Beamten). Dies wird im Gesetz dadurch zum Ausdruck gebracht, dass der auf die Gemeinschaft übergegangene Anspruch nicht zum Nachteil des Geschädigten geltend gemacht werden darf. Im Beispielsfall dürfen eine private Krankenversicherung, der Arbeitgeber und der Dienstherr daher nur einen Anspruch von 2.500 € geltend machen, um zu gewährleisten, dass der Geschädigte seinen verbliebenen Schaden voll ersetzt erhält.

### Gesetzliche Versicherung und Sozialhilfe
Besonders schwierig ist die Rechtslage bei der gesetzlichen Versicherung und der Sozialhilfe.

#### Frühere Rechtslage
Hier gab es früher nach § 1542 RVO (Reichsversicherungsordnung) sogar ein Quotenvorrecht der Gemeinschaft. In jenen Fällen, in denen bei Personenschäden die Haftung des Schädigers aus materiellrechtlichen Gründen einer summenmäßigen Beschränkung unterliegt, wurden die Leistungen seines Haftpflichtversicherers zunächst zur Regressbefriedigung des Sozialversicherungsträgers für dessen Leistungen verwendet, wogegen dem Geschädigten selbst für seine sonstigen Forderungen – wie etwa Schmerzengeld – nur der verbleibende Restbetrag zur Verfügung stand. Diese vorrangige Befriedigung des Regressanspruches eines Sozialversicherungsträgers gegenüber dem Direktanspruch des Geschädigten nannte man Quotenvorrecht des Sozialversicherungsträgers.

#### Heutige Rechtslage
In bewusster Abkehr von der früheren Regelung wurde das Quotenvorrecht in § 116 Zehntes Buch Sozialgesetzbuch (SGB X) neu geregelt und ein besserer Schutz des Opfers eingeführt. Das Gesetz unterscheidet hier zwischen den Fällen der Haftungsbegrenzung durch Haftungshöchstgrenzen, die in Absatz 2 geregelt ist, und der Begrenzung durch Mithaftung, mit der sich Absatz 3 befasst.

##### Haftungshöchstgrenze
Ist der Anspruch auf Ersatz eines Schadens durch Gesetz der Höhe nach begrenzt, so geht er auf den Versicherungsträger oder Träger der Sozialhilfe über, soweit er nicht zum Ausgleich des Schadens des Geschädigten oder seiner Hinterbliebenen erforderlich ist. In diesem Fall besteht also volles Quotenvorrecht des Geschädigten, wobei schon der Übergang des Anspruchs und nicht erst dessen Geltendmachung verhindert wird.

##### Mithaftung
Ist der Anspruch auf Ersatz eines Schadens durch ein mitwirkendes Verschulden oder eine mitwirkende Verantwortlichkeit des Geschädigten begrenzt, so geht nach der in der Literatur teilweise vertretenen „relativen Theorie“ auf den Versicherungsträger oder Träger der Sozialhilfe von dem nach Absatz 1 bei unbegrenzter Haftung übergehenden Ersatzanspruch der Anteil über, welcher dem Vomhundertsatz entspricht, für den der Schädiger ersatzpflichtig ist.
In unserem Beispielsfall würde der Anspruch nur zu 75 % von den gezahlten € 5.000 übergehen, also mit € 3.750. In gleicher Höhe verbliebe der Restanspruch beim Geschädigten. Im Ergebnis bekommen also Gemeinschaft und Geschädigter je 75 % „ihres“ Schadens. Damit scheint es in diesem Fall kein Quotenvorrecht des einen oder anderen zu geben, sondern beide (Geschädigter und Versicherung) müssen sich Abzüge in Höhe der Mithaftungsquote gefallen lassen. Bei genauer Betrachtung zeigt sich aber die Wirkung des Quotenvorrechts zu Gunsten des Geschädigten: Von seiner Versicherung hat er 5.000 € erhalten. Aufgrund seiner Mithaftung bekommt seine Versicherung nur 75 % vom Schädiger (3.750 €) erstattet. Das bedeutet aber nicht, dass die Versicherung die Differenz von 1.250 € von ihm als Geschädigtem zurückfordern darf. Die von der Versicherung gezahlten 5.000 € bleiben ihm daher erhalten und sein Schaden hat sich so auf 5.000 € reduziert. Zusätzlich darf er aber vom Schädiger 3.750 € fordern. Insgesamt erhält er also auf seinen Schaden 8.750 € (5.000 € von seiner Versicherung, 3.750 € vom Schädiger). Das entspricht einer Quote von 87,5 %, obwohl er zu 25 % mithaftet. Diese Besserstellung des Geschädigten ist die das Quotenvorrecht kennzeichnende Wirkung.
Nach der herrschenden „Differenztheorie“ ergibt sich allerdings eine abweichende Berechnung.
Zusätzlich wird die Rechtslage noch dadurch kompliziert, dass sich Sonderregeln für besondere Fälle finden. Es sind dies:
- Der Geschädigte würde durch den Forderungsübergang zum Sozialhilfeempfänger;
- der Durchsetzung des Anspruchs stehen tatsächliche Hindernisse gegenüber; und
- die Leistungen des Trägers erhöhen sich durch das schädigende Ereignis nicht.